# Frank Calvert
Frank Calvert   (Malta, 3 de setembre de 1828 - Çanakkale, 12 d'agost de 1908) fou un funcionari anglès al Mediterrani oriental, alhora que arqueòleg aficionat. Fou un contribuïdor essencial pel descobriment de l'antiga ciutat de Troia protagonitzat per Heinrich Schliemann.

## Biografia
Frank Calvert va néixer en una família llevantina anglesa a Malta, en aquell moment una base naval britànica, el 1828. Era el més jove de sis fills i una filla nascuts de James Calvert. (1778–1852) i Louisa Ann Lander (1792–1867). La seva mare era germana de Charles Alexander Lander, soci comercial de James. En posició social eren de l'aristocràcia. El seu pare era un parent llunyà dels Calvert, que havien fundat Baltimore, Maryland, i Louisa era un descendent directe dels Campbell d'Argyll (homes de clan escocesos). No havent heretat cap riquesa, els seus pares es van traslladar a les colònies, casant-se en otomà. Esmirna el 1815, i es va establir a Malta, que havia canviat de mans de l'imperi colonial francès a l'Imperi Britànic amb el Tractat de París (1814). S'associaven amb els cercles socials "privilegiats" de Malta, però eren pobres. El pare de Frank, James, treballava a les oficines de correu i cereals del Servei Civil.Ja el 1822, Hisarlik havia estat assenyalada per Charles MacLaren per la possibilitat que fos la Troia d'Homer. El 1847, un germà de Frank, Frederick, comprà una granja de més de 2.000 acres a Akca Koy, que incloïa part del Mont Hisarlik. Aquesta resultà ésser una important adquisició. Cap al 1852, Frank col·laborava amb els seus germans, Frederick i James en llurs funcions consulars.
Frank continuà ajudant els seus germans en llurs carreres. El 1855, mentre que Frederick es dedicava a assumptes relacionats amb la guerra de Crimea, Frank continuà desenvolupant la major part de la correspondència oficial del consolat. Ocasionalment entre 1856 i 1858, ocupà el lloc de Frederick com a cònsol britànic en funcions.
En el moment en què Schliemann va començar a excavar a Turquia, el lloc que es creia comunament que era Troia es trobava a Pınarbaşı, un turó a l'extrem sud de la plana de Troia. Schliemann va fer sondeigs a Pınarbaşı, però es va sentir decebut per les seves troballes. Schliemann no sabia on buscar Troia i estava a punt d'abandonar completament la seva exploració. No va ser fins que Calvert va suggerir excavar el túmul d'Hissarlik que Schliemann va deixidr d'excavar al lloc. Calvert ja havia buscat al túmul, però mai no va arribar a les capes de l'Edat del Bronze; tot i així, estava determinat que Troia estava enterrada en algun lloc dins del túmul.
Schliemann i Calvert van trobar no només el possible lloc de Troia, sinó milers d'artefactes com ara diademes d'or teixit, anells, polseres, arracades i collarets complexos, botons, cinturons i fermalls, així com figures antropomòrfiques. , bols i recipients per a olis perfumats.
El 1996, els hereus americans i britànics de Calvert van buscar la propietat d'una part del tresor trobat per Schliemann a les terres de Calvert (Calvert només era propietari de la meitat del túmul).
Calvert va morir el 1908, després que Schliemann, però mai se l'associà oficialment amb el descobriment de Troia.